# Wake Up My Love
Singles de George Harrison
Teadrops
(1981) I Really Love You
(1983)
Pistes de Gone Troppo
That's the Way It Goes
Wake Up My Love est une chanson de George Harrison parue en 1982 sur son album Gone Troppo (cette chanson ouvre d’ailleurs l'album). Si l'album lui-même a été un échec cuisant, la chanson a réussi à entrer dans les charts américaines, en 53e place.